# Смешанные сети в криптографии

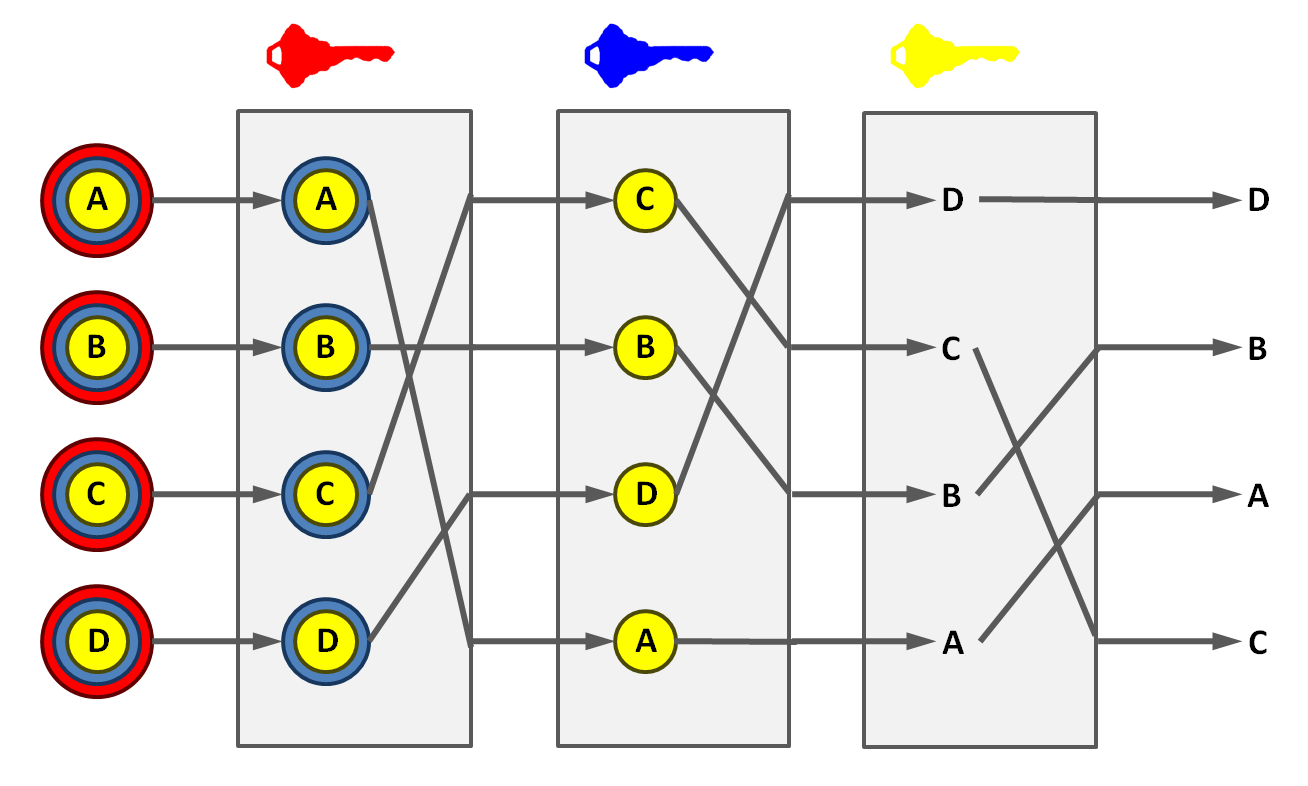

Смешанная сеть (англ. Mix network) — протокол маршрутизации, создающий трудно прослеживаемую связь, используя цепь прокси-серверов, известных как миксы, которые принимают сообщения от множества пользователей, перемешивают их и рассылают дальше в случайном порядке до следующего пункта назначения (возможно, другому микс-узлу). Это разрушает связь между источником сообщения и получателем, усложняя перехват сообщения при end-to-end общении. Более того, каждый узел знает только информацию о предыдущем узле и адрес следующего получателя. Это делает сеть устойчивой к узлам злоумышленников.
Каждое сообщение шифруется для каждого прокси с помощью криптографической системы с открытым ключом. Результаты шифрования располагаются наподобие матрёшки, за тем исключением, что все элементы одинакового размера. Каждый узел сети раскрывает свой слой матрёшки. Таким образом он получает информацию о дальнейшем получателе. Даже если все узлы, кроме одного, будут скомпрометированы, личность все ещё будет сложно рассекретить.
Концепт смешанной сети был впервые описан в 1981 году. Такие приложения как Tor и Mixmaster, а также микснет Nym, основаны на этом принципе.

## История
Дэвид Чаум опубликовал концепт смешанных сетей в 1979 году в статье «Неотслеживаемая электронная почта, обратные адреса и цифровые псевдонимы» (англ. «Untraceable electronic mail, return addresses, and digital pseudonyms»). Эта статья была подготовлена для магистерской работы, вскоре после того, как он впервые был представлен в области криптографии с помощью криптографии с открытым ключом, Мартина Хеллмана, Уитфилда Диффи и Ральфа Меркла. В то время как криптография с открытым ключом давала безопасность информации, Чаум полагал, что в метаданных, обнаруженных в сообщениях, существуют уязвимости личной конфиденциальности. Некоторые уязвимости, которые сделали возможным нарушение личной конфиденциальности, включали время отправки и получения сообщений, размер сообщений и адрес исходного отправителя.

## Алгоритм работы
Определим отправителя как {\displaystyle A}, а получателя как {\displaystyle B}. Рассмотрим отправку сообщения через сеть с одним узлом. {\displaystyle A} готовит своё сообщение в несколько этапов. Во-первых, {\displaystyle A} добавляет случайное значение к своему сообщению. Далее он кодирует это сообщение с помощью публичного ключа {\displaystyle K_{b}}, добавляет адрес получателя {\displaystyle B} и, наконец, кодирует это сообщение с помощью публичного ключа {\displaystyle K_{m}}. Узел, получив сообщение, расшифровывает его использую свой приватный ключ, тем самым получает информацию о конечном адресе и отправляет сообщение получателю {\displaystyle B}.

### Формат сообщения
{\displaystyle M_{1}=K_{a}(R_{0},M)}
Отправитель берёт открытый ключ {\displaystyle K_{a}} и, используя его, шифрует своё сообщение предварительно добавив к нему случайный шум {\displaystyle R_{0}}.
{\displaystyle M_{2}=K_{1}(R_{1},M_{1},A)}
К полученному на первом сообщении добавляется адрес получателя (A) и случайная строка R1. Результат шифруется с помощью открытого ключа последнего узла {\displaystyle K_{1}}.
{\displaystyle M_{n}=K_{n-1}(R_{n-1},M_{n-1},A_{n-1})}
Эти операции проводятся для всех N узлов. Получается сообщение вида:
{\displaystyle K_{n}(R_{n},K_{n-1}(R_{n-1}...K_{2}(R_{2},K_{1}(R_{1},K_{a}(R_{0},M),A))...)}
Далее это сообщение проходя через каждый узел расшифровывается и к адресату попадает сообщение {\displaystyle M_{1}}, которое он расшифровывает своим закрытым ключом.
Случайные строки нужны, чтобы предотвратить угадывание сообщений. Предполагается, что взломщик может обозревать все входящие и исходящие сообщения. Если он имеет представление о содержимом сообщения, он может зашифровать своё сообщение с помощью публичного ключа и сравнить результат с подсмотренным сообщением. Таким образом взломщик может узнать содержимое сообщения. С добавлением случайной строки это становится невозможно. Алгоритм добавления случайной строки называется Соль
. Даже если взломщик отгадает наше сообщение, он не сможет проверить корректность своего предположения.

### Обратный адрес
Более того, необходимо чтобы была возможность обратного ответа, сохраняя личность отправителя.
Решение этой задачи заключается в формировании не отслеживаемого обратного адреса {\displaystyle K_{m}(S_{1},A),K_{x}}, где {\displaystyle A} — реальный адрес, {\displaystyle K_{x}}— одноразовый открытый ключ сгенерированный только для текущего случая и {\displaystyle S_{1}} который ведёт себя как случайная строка с целью предотвратить возможность компрометировать адрес. Далее {\displaystyle A} отправляет адрес {\displaystyle B} как часть сообщения по алгоритму описанному выше. Адресат отправляет ответное письмо в виде {\displaystyle K_{m}(S_{1},A),K_{x}(S_{0},response)} узлу M, и этот узел трансформирует сообщение к виду {\displaystyle A,S_{1}(K_{x},S_{0},response))}.
Этот узел использует строку битов {\displaystyle S_{1}} как ключ для перекодировки части сообщения {\displaystyle K_{x}(S_{0},response)}. Только А может декодировать сообщение, потому что он создал оба ключа {\displaystyle S_{1}} и {\displaystyle K_{x}}. Дополнительный ключ {\displaystyle K_{x}} даёт уверенность, что узел не сможет увидеть контент ответного сообщения.
Для примера можно рассмотреть следующую последовательность действий.
Сообщение от {\displaystyle A\longrightarrow B}:
{\displaystyle K_{m}(R1,K_{b}(R0,message,K_{m}(S1,A),K_{x}),B)\longrightarrow K_{b}(R0,message,K_{m}(S1,A),K_{x})}
Ответное сообщение от {\displaystyle B\longrightarrow A}:
{\displaystyle K_{m}(S1,A),K_{x}(S0,response)\longrightarrow A,S1(K_{x}(S0,response))}
Где: {\displaystyle K_{b}} = открытый ключ B {\displaystyle K_{m}} = открытый ключ узла.

## Mix Master
Mixmaster является анонимной сетью сообщений II типа, который отправляет сообщения в пакетах фиксированного размера и переупорядочивает их, предотвращая отслеживание входящих и исходящих сообщениями тех, кто их просматривает. Это реализация сети Mix Network.
Mixmaster был первоначально написан Лэнсом Коттреллом, и поддерживался Леном Сассаманом. Питер Палфрейдер — текущий сопровождающий. Текущее программное обеспечение Mixmaster также может быть скомпилировано для обработки сообщений Cypherpunk; они нужны как блоки ответа для nym-серверов.
В неинтерактивном режиме Mixmaster читает сообщение со своего стандартного ввода или из файла. Адрес назначения и входной файл могут быть указаны в командной строке. Если в командной строке не указан адрес, ожидается, что входной файл будет содержать сообщение с заголовками почты.

## Уязвимости
Хотя смешанные сети обеспечивают безопасность, даже если злоумышленник может просмотреть весь путь, смешивание не является абсолютно идеальным способом сохранения анонимности. Злоумышленники могут проводить длительные корреляционные атаки и отслеживать отправителя и получателя пакетов.

### Модель угрозы
Злоумышленник может выполнить пассивную атаку, отслеживая трафик в и из смешанной сети. Анализ времени прибытия между несколькими пакетами может дать необходимую информацию. Поскольку в пакеты не вносятся никаких изменений, подобную атаку трудно обнаружить. В худшем случае атаки мы предполагаем, что злоумышленник может наблюдать за всеми звеньями сети, а инфраструктура смешанной сети известна.
Пакет на входной линии не может быть соотнесён с пакетом на выходной линии на основе информации о времени, когда пакет был принят, о размере пакета или о содержимом пакета. Корреляция пакетов на основе синхронизации пакетов предотвращается путём пакетирования, а корреляция на основе содержимого и размера пакета предотвращается шифрованием и заполнением пакетов соответственно.
Межпакетные интервалы, то есть разница во времени между наблюдением двух последовательных пакетов в двух сетевых каналах, используются для определения, имеют ли эти каналы одно и то же соединение. Шифрование и заполнение не влияют на межпакетный интервал, связанный с одним и тем же потоком IP. Последовательности межпакетного интервала сильно различаются между соединениями, например, при просмотре веб-страниц трафик происходит пакетами. Этот факт может быть использован для идентификации соединения.

### Активная атака
Активные атаки проводятся путём введения целевых пакетов с уникальными временными сигнатурами. Злоумышленник может выполнить атаки, чтобы попытаться идентифицировать эти пакеты на других сетевых каналах. Он может не иметь возможности создавать новые пакеты из-за требуемого знания симметричных ключей во всех последующих микшерах.

### Искусственное пространство
Большое пространство может быть создано путём отправления в целевой поток большого числа последовательных пакетов. Например, симуляция отправляет 3000 пакетов в целевой поток. По мере увеличения количества последовательных отбрасываемых пакетов эффективность защиты значительно снижается.

### Искусственные взрывы
Атакующий может создавать искусственные взрывы. Это делается путём создания сигнатуры из искусственных пакетов, удерживая их в канале в течение определённого периода времени, а затем выпуская их все сразу. Защита ослабевает, и злоумышленник может определить целевой поток. Есть другие защитные меры, которые могут быть приняты, чтобы предотвратить эту атаку. Одним из таких решений могут быть алгоритмы адаптивного заполнения. Чем больше пакетов задерживается, тем легче определить поведение и, следовательно, можно обеспечивать лучшую защиту.